# ستبردم‌سانان
ستبردم‌سانان راسته‌ای پرعضو از کیسه‌دار گوشت‌خوار است که شامل کوئولها، موش‌های کیسه‌دار، نامبت‌ها، شیطان تاسمانی، و گرگ تاسمانی تازه منقرض‌شده می‌شود. در استرالیا، باندیکوت‌های همه‌چیزخوار و موش کورهای کیسه‌دار نیز از گوشت تغذیه می‌کنند و به صورت استثناً جزء این راسته نیستند و به راسته‌های دیگری از کیسه‌داران تعلق دارند.
ستبردم‌سانان در سه تیره طبقه‌بندی می‌شوند: یکی نامبت‌ها که تنها یک عضو دارد، یکی کیسه‌گرگان که همه اعضایش منقرض شده‌اند، و دیگری با نام ستبردمان دارای نزدیک به ۷۰ عضو است.

## رده‌بندی
- راسته کولوکولوسانان: (۱ گونه، میمونک کوهی از آمریکای جنوبی)
- راسته ستبردم‌سانان
  - † تیره کیسه‌گرگان
    - † گرگ تاسمانی، Thylacinus cynocephalus

  - تیره ستبردمان (۷۲ گونه در ۲۰ سرده)
    - زیرخانواده ستبردمیان: کوئولها، کوواری، مولگارا، little red kaluta, dibblers، راسوهای کیسه‌دار، antechinuses, pseudantechinuses، و شیطان تاسمانی
    - زیرخانواده ریزموشیان: ریزموش‌ها، the موش کیسه‌دار جربوآ، planigales and ningaui

  - تیره مورخواران کیسه‌دار
    - نامبت Myrmecobius fasciatus
- راسته کیسه‌داران همه‌چیزخوار (۲۱ گونه: باندیکوت‌های باران‌خیز، باندیکوت‌ها، و بزرگ‌گوش‌ها)
- راسته کورموشان کیسه‌دار (۲ گونه موش کور کیسه‌دار)
- راسته کیسه‌داران علف‌خوار (نزدیک ۱۱۷ گونه در ۱۱ تیره، شامل کوالا، وامبت‌ها، صاریغ‌های استرالیایی، کانگوروهای خرگوشی)، کانگورو‌ها، والابی‌ها و دیگران)